# 암스테르담 FC

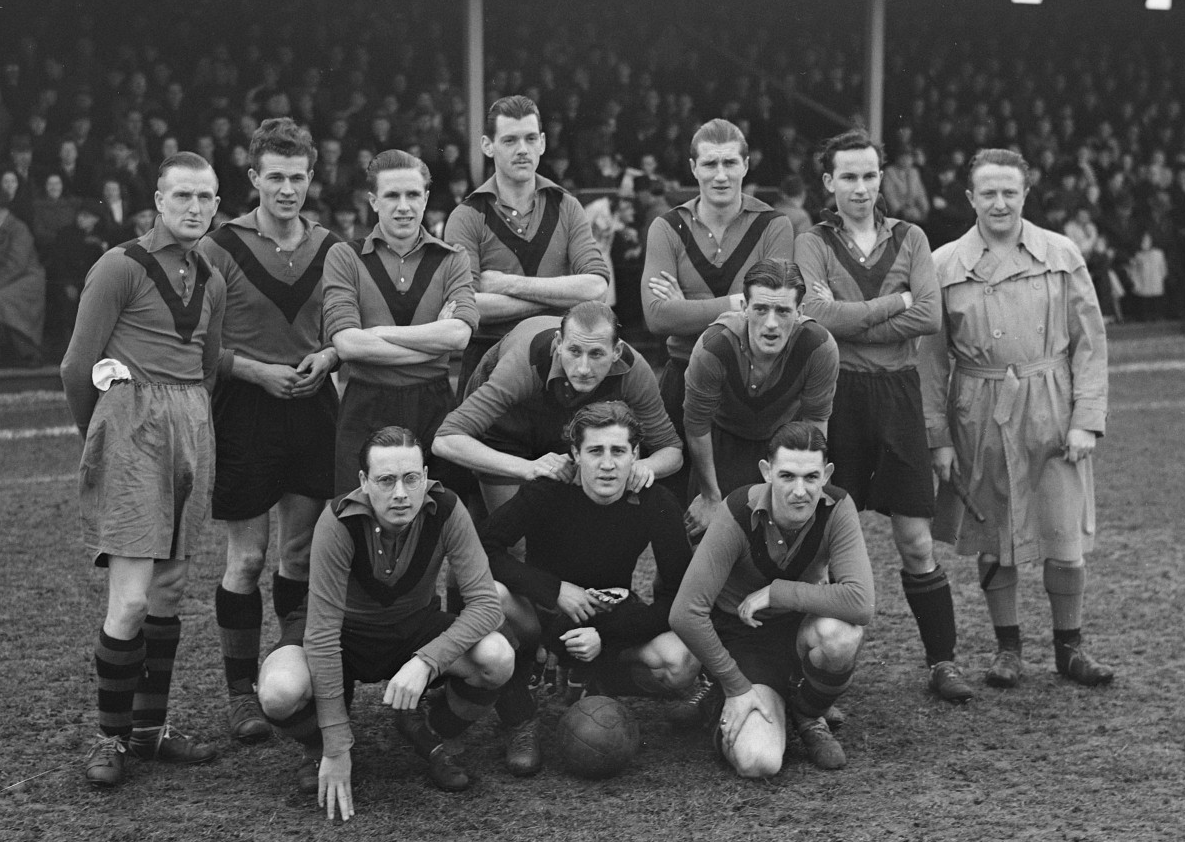

암스테르담 FC(Amsterdamsche FC, AFC)는 1895년에 창단된 네덜란드의 수도 암스테르담을 연고로 하는 클럽이다. 현재 3부리그에서 활약중이다.

## 선수 명단

### 현역
참고: FIFA 자격 규정에 따라 소속된 국가대표팀 국기를 표시합니다. 선수는 복수의 FIFA 비회원국 국적을 가지고 있을 수 있습니다.
| 번호 | 포지션 | 국적 | 이름 |
| ---- | ------ | ---- | ---- |

| 번호 | 포지션 | 국적   | 이름          |
| ---- | ------ | ------ | ------------- |
| 17   | MF     | 퀴라소 | 주릭 아센시온 |

## 역대 감독
| 감독           | 임기        |
| -------------- | ----------- |
| 리뉘스 미헐스  | 1964 ~ 1965 |
| 스탄러이 멘조  | 2003 ~ 2004 |
| 스탄러이 멘조  | 2014 ~ 2015 |
| 톤 뒤 샤티니에 | 2016 ~ 2017 |